# Rainbow (album Mariah Carey)
Rainbow – 9. ogólnie i 6. album studyjny Mariah Carey. Został wydany 2 listopada 1999 roku przez Columbia Records.

## Informacje o albumie
Nad Rainbow Mariah pracowała z producentami i wokalistami dominującymi w muzyce późnych lat 90. XX wieku. Rolling Stone nazwał album „standardową kroniką hip-hopu i hip-hopowych ballad, które dominowały w 1999 roku”. Mariah Carey powiedziała o albumie, że „pracowałam nad nim 3 miesiące, jak 'Weźcie mnie z tej wytwórni i dajcie spokój!', nie mogłam tego wytrzymać”. Artyści gościnni to byli m.in. raperzy: Jay-Z, Da Brat, Missy Elliott, Snoop Dogg, Mystical i Master P, piosenkarze Usher i Joe oraz boysband 98 Degrees. Był to pierwszy album, w którego produkcji nie uczestniczył Walter Afanasieff, jej wieloletni współpracownik, który współprodukował jej najbardziej rozpoznawalne ballady. Na jego miejsce wzięto Jimmy’ego Jama i Terry’ego Lewisa. Album był promowany przez kilka krótkich klipów pokazywanych na MTV, które przedstawiały jej alter ego z teledysku do „Heartbreaker” – Biancę. Były to jedne z pierwszych publicznych pokazów aktorstwa Mariah, i wielu zgadzało się z humorem i zabawą panującą w atmosferze jej teledysków do singli z Rainbow. Carey pokazała się też w MTV Special, gdzie naświetliła wieść o nowej trasie Rainbow World Tour.

## Listy przebojów
Rainbow zadebiutował na Billboard 200 na 2. miejscu ze sprzedażą 323 tys. kopii, największej sprzedaży w pierwszym tygodniu w karierze Carey. W swoim pierwszym tygodniu w wejściu na 1. miejsce przeszkadzał mu Battle of Los Angeles Rage Against The Machine. W drugim tygodniu album nadal pozostawał na drugim miejscu, ze sprzedażą 228 000 kopii, tym razem blokowany przez Breathe Faith Hill. Album przez 10 tygodni utrzymał się w pierwszej dwudziestce, a na liście spędził ogólnie 35 tygodni, przy jednym kolejnym pojawieniu się. Tygodniowa sprzedaż albumu wyniosła 369 tys. kopii w jego ósmym tygodniu i uzyskał status 3-krotnej platyny za sprzedaż 3 milionów kopii, w tym 0,5 miliona w outletach Columbia House i 0,44 miliona w Sony BMG Clubs.
Z Rainbow pochodzą dwa single, które były 1. pozycji na Billboard Hot 100: „Heartbreaker” i „Thank God I Found You”. Cover piosenki Phila Collinsa „Against All Odds (Take a Look at Me Now)” został wydany w Wielkiej Brytanii, gdzie stał się numerem 1, ale podwójny singel „Can’t Take That Away (Mariah’s Theme)”/"Crybaby” stał się pierwszym singlem, który ominął pierwszą 20 w USA. „How Much” został wydany w 2008 roku na albumie „The Ballads”, mimo że nigdy nie został wydany jako singel.
Rainbow dostał status platyny w Europie za sprzedaż miliona kopii.
W Argentynie album uzyskał status złotej płyty za sprzedaż ponad 50 tys. kopii. Do dzisiaj sprzedano ponad 10 milionów egzemplarzy na całym świecie.

## Lista utworów
1. „Heartbreaker” (featuring Jay-Z) – 4:46
2. „Can’t Take That Away (Mariah’s Theme)” – 4:33
3. „Bliss” – 5:44
4. „How Much” (featuring Usher) – 3:31
5. „After Tonight” – 4:16
6. „X-Girlfriend” – 3:58
7. „Heartbreaker” (Remix) (featuring Da Brat & Missy Elliott) – 4:32
8. „Vulnerability (Interlude)” – 1:12
9. „Against All Odds (Take a Look at Me Now)” (solo version) – 3:25
10. „Crybaby” (featuring Snoop Dogg) – 5:20
11. „Did I Do That?” (featuring Mystikal, & Master P) – 4:16
12. „Petals” – 4:23
13. „Rainbow (Interlude)” – 1:32
14. „Thank God I Found You” (featuring Joe & 98 Degrees) – 4:17
15. „Do You Know Where You're Going To (Theme From Mahogany)” – 3:47 (French Edition – Hidden Track)
16. „Against All Odds (Take a Look at Me Now)”  featuring Westlife  – 3:25 (UK Bonus Track)

## Pozycje na listach przebojów
| Lista              | Najwyższa pozycja | Certyfikat  | Sprzedaż    |
| ------------------ | ----------------- | ----------- | ----------- |
| Australia          | 4                 | Złoto       | 35 000+     |
| Austria            | 4                 | -           | 10 000+     |
| Belgia             | 5                 | Złoto       | 25 000+     |
| Brazylia           | 1                 | Platyna     | 250 000+    |
| Filipiny           | 7                 | 4 x Platyna | 120 000+    |
| Francja            | 1                 | Platyna     | 500 000+    |
| Hiszpania          | 7                 | Platyna     | 100 000+    |
| Holandia           | 4                 | Złoto       | 40 000+     |
| Japonia            | 2                 | 5 x Platyna | 1 000 000+  |
| Kanada             | 6                 | 3 x Platyna | 300 000+    |
| Korea Południowa   | -                 | Platyna     | 100 000+    |
| Meksyk             | -                 | Złoto       | 75 000+     |
| Niemcy             | 3                 | Platyna     | 300 000+    |
| Norwegia           | 11                | -           | 5 000+      |
| Nowa Zelandia      | 11                | Platyna     | 15 000+     |
| Singapur           | -                 | 2 x Platyna | 30 000+     |
| Szwecja            | 15                | -           | 15 000+     |
| Szwajcaria         | 2                 | Złoto       | 25 000+     |
| Włochy             | 10                | Platyna     | 100 000+    |
| Wielka Brytania    | 8                 | Złoto       | 250 000+    |
| U.S. Billboard 200 | 2                 | 3 x Platyna | 3 824 000+  |
| Europa             | 1                 | Platyna     | 1 600 000+  |
| Świat              | -                 | -           | 10 000 000+ |